# 5707 Шевченко
5707 Шевченко (5707 Shevchenko) — астероїд головного поясу, відкритий 2 квітня 1976 року.
Тіссеранів параметр щодо Юпітера — 3,669.